# Schwarzweiße Bodenwanze
Die Schwarzweiße Bodenwanze (Scolopostethus pictus) ist eine Wanze aus der Familie der Rhyparochromidae.

## Merkmale
Die Wanzen werden 3,9 bis 4,8 Millimeter lang. Wie bei allen Arten der Gattung trägt das Pronotum mittig auf dem Seitenrand je einen hellen Fleck. Die Membrane auf den Vorderflügeln ist verhältnismäßig kontrastreich gefärbt. Die Schenkel (Femora) der Vorderbeine sind extrem verdickt, die Hinterbeine sind sehr lang. Die Fühler sind mehr als die halbe Körperlänge lang. Anders als bei den übrigen Arten der Gattung treten nur makroptere (voll geflügelte) Imagines auf.

## Verbreitung und Lebensraum
Die Art ist in Europa vom Mittelmeer bis in den Süden Skandinaviens verbreitet und kommt auch auf den Britischen Inseln vor. Im Osten reicht die Verbreitung bis in den Westen Sibiriens und über Kleinasien bis in den Kaukasus. Die Art ist in Mitteleuropa verbreitet, ist aber nicht häufig und teilweise regional nicht nachgewiesen. Sie besiedelt verschiedene Lebensräume, vor allem solche mit feuchteren Bereichen und am Rand von Gewässern und benötigt offenbar den Bewuchs von Gehölzen, wie Erlen, Weiden (Salix) und Eichen (Quercus), unter denen die meisten Funde in der Bodenstreu und aus Moospolstern dokumentiert sind. Man findet sie auch im Uferbereich nach Frühjahrshochwässern.

## Lebensweise
Wovon sich die Wanzen ernähren ist bisher noch nicht bekannt. Denkbar ist das Saugen an Samen, aber auch an Pilzhyphen. Sie klettern manchmal auch auf Laub- und Nadelgehölze, wie z. B. Wacholder (Juniperus) und Lebensbäume (Thuja). Die Überwinterung erfolgt unter loser Rinde, wo man sie häufig z. B. auf Platanen (Platanus) findet. In der Regel entwickelt sich eine Generation pro Jahr. Die adulten Tiere der neuen Generation erscheinen ab Ende Juli bis August. Es ist jedoch möglich, dass eine unvollständige zweite Generation ausgebildet wird, deren Nymphen dann überwintern.

## Belege